# Đình trệ kinh tế
Đình trệ kinh tế chỉ hiện tượng tốc độ tăng trưởng GDP thực tế thấp suốt một thời kỳ dài. Tuy nhiên, thế nào là tăng trưởng thấp thì các nhà kinh tế học không đưa ra định nghĩa rõ ràng. Một số cho rằng, tốc độ tăng trưởng 2-3 phần trăm một năm là tăng trưởng thấp. Một số khác cho rằng, tốc độ thấp hơn tốc độ tăng trưởng tiềm năng là thấp.
Thời kỳ Đại khủng hoảng (1929-1933), là một giai đoạn đình trệ kinh tế điển hình. Tình trạng kinh tế Nhật Bản trong thập niên 1990 và đầu thập niên 2000 cũng là tình trạng đình trệ kinh tế. Ở cả hai trường hợp trên, đình trệ kinh tế đi cùng với giảm phát. Song ở Anh thập niên 1960, 1970 và ở Mỹ đầu thập niên 1970, người ta lại thấy đình trệ kinh tế đi cùng với lạm phát tạo thành cái gọi là đình lạm.
Lưu ý là đình đốn kinh tế không nhất thiết nghĩa là suy thoái kinh tế.